# Episodi di Auf Achse (prima stagione)
La prima stagione della serie televisiva Auf Achse è stata trasmessa in anteprima in Germania dalla ARD tra il 28 ottobre 1980 e il 3 febbraio 1981.
| nº | Titolo originale             | Titolo italiano | Prima TV Germania | Prima TV Italia |
| -- | ---------------------------- | --------------- | ----------------- | --------------- |
| 1  | Vollgas                      | inedito         | 28 ottobre 1980   | inedito         |
| 2  | Nur eine kleine Verwechslung | inedito         | 4 novembre 1980   | inedito         |
| 3  | Die thessalische Nacht       | inedito         | 11 novembre 1980  | inedito         |
| 4  | Tommy's Trip                 | inedito         | 2 dicembre 1980   | inedito         |
| 5  | Ganoven unter sich           | inedito         | 9 dicembre 1980   | inedito         |
| 6  | Kolbenfresser                | inedito         | 25 novembre 1980  | inedito         |
| 7  | Fliegender Start             | inedito         | 16 dicembre 1980  | inedito         |
| 8  | Eine Frau in der Koje        | inedito         | 23 dicembre 1980  | inedito         |
| 9  | Landjäger                    | inedito         | 30 dicembre 1980  | inedito         |
| 10 | Lalla und Kifkif             | inedito         | 13 gennaio 1981   | inedito         |
| 11 | Schwarze Fracht              | inedito         | 20 gennaio 1981   | inedito         |
| 12 | Tödliche Dosis               | inedito         | 27 gennaio 1981   | inedito         |
| 13 | Der Wüstenkoller             | inedito         | 3 febbraio 1981   | inedito         |